# Mount Ida, Arkansas
Mount Ida là một thành phố thuộc quận Montgomery, tiểu bang Arkansas, Hoa Kỳ. Năm 2010, dân số của thành phố này là 1076 người.

## Dân số
- Dân số năm 2000: 981 người.
- Dân số năm 2010: 1076 người.